# Regierung Jan Malypetr I
Die Jan Malypetr I war die zwölfte Regierung der Tschechoslowakei in der Zeit zwischen den Weltkriegen. Sie war vom 29. Oktober 1932 bis zum 14. Februar 1934 im Amt. Sie folgte der Regierung František Udržal II und wurde ersetzt durch die Regierung Jan Malypetr II.

## Kabinettsmitglieder
| Ressort                                                       | Name            | Amtszeit                            |
| ------------------------------------------------------------- | --------------- | ----------------------------------- |
| Ministerpräsident                                             | Jan Malypetr    | 29. Oktober 1932 – 14. Februar 1934 |
| Außenminister                                                 | Edvard Beneš    | 29. Oktober 1932 – 14. Februar 1934 |
| Innenminister                                                 | Jan Černý       | 29. Oktober 1932 – 14. Februar 1934 |
| Finanzminister                                                | Karel Trapl     | 29. Oktober 1932 – 14. Februar 1934 |
| Minister für Bildung und Kultur                               | Ivan Dérer      | 29. Oktober 1932 – 14. Februar 1934 |
| Verteidigungsminister                                         | Bohumír Bradáč  | 29. Oktober 1932 – 14. Februar 1934 |
| Justizminister                                                | Alfréd Meissner | 29. Oktober 1932 – 14. Februar 1934 |
| Minister für Industrie, Handel und Gewerbe                    | Josef Matoušek  | 29. Oktober 1932 – 14. Februar 1934 |
| Minister für die Eisenbahnen                                  | Rudolf Bechyně  | 29. Oktober 1932 – 14. Februar 1934 |
| Minister für öffentliche Arbeiten                             | Jan Dostálek    | 29. Oktober 1932 – 14. Februar 1934 |
| Landwirtschaftsminister                                       | Milan Hodža     | 29. Oktober 1932 – 14. Februar 1934 |
| Sozialminister                                                | Ludwig Czech    | 29. Oktober 1932 – 14. Februar 1934 |
| Minister für Gesundheit und Sport                             | Franz Spina     | 29. Oktober 1932 – 14. Februar 1934 |
| Minister für Post und Telegraphie                             | Emil Franke     | 29. Oktober 1932 – 14. Februar 1934 |
| Minister für die Unifizierung von Gesetzgebung und Verwaltung | Jan Šrámek      | 29. Oktober 1932 – 14. Februar 1934 |
| Minister für Ernährung                                        | Jan Malypetr    | 29. Oktober 1932 – 12. Juli 1933    |

## Quelle
- Vláda Jana Malypetra I. (29.10.1932 - 14.02.1934). tschechische Regierung, abgerufen am 5. Oktober 2019 (tschechisch).